# پرک (کنگان)
پَرَک، روستایی در دهستان طاهری بخش سیراف شهرستان کنگان در استان بوشهر ایران است. این روستا، مرکز دهستان طاهری است.

## موقعیت جغرافیایی
روستای پرک تابع دهستان طاهری در ۱۰ کیلومتری شرق بندر سیراف (طاهری) واقع می‌باشد. این روستا در حدود ۳۰۰ متر از ساحل فاصله دارد و ارتفاعش از سطح دریا ۲۰ متر می‌باشد و در حاشیه خلیج فارس واقع شده‌است و از سه محله «آب شیرین»، «آب سور» و «زیر جاده» تشکیل شده‌است.

## وجه تسمیه
در دورانی از سالیان قدیم در این منطقه وفور نعمت به خصوص در زمینه کشت گندم و صیادی و با توجه به حضور مردمان عرب زبان این منطقه به اسم برکه (برکت) معروف شد که بعدها این کلمه در کاربرد فارسی به پرک تغییر نام یافت. رضا طاهری در کتاب از مروارید تا نفت وجه تسمیه پرک را این گونه می‌نویسد: پر+ک. پر احتمالاً از پار و بارگرفته شده باشد، چون پرک بارانداز کاروان‌هایی بوده که از ولایت فارس به بندر سیراف می‌رفته‌است و از این‌جا به وسیله چهارپایان بار تاجران را به سیراف می‌آورده‌اند. این مکان به‌علت موقعیت جغرافیایی در مسیر کاروان‌ها، می‌تواند با کلمه پارک و برخی از کلمه‌های دیگر زبان هند و اروپایی هم‌ریشه باشد. از طرفی دیگر پرک را برگرفته از پرکه یا برکه (جای نگهداری آب) نیز خوانده‌اند.

## شغل
پیشهٔ مردم روستا ماهی‌گیری است.

## جمعیت
بر پایه سرشماری عمومی نفوس و مسکن در سال ۱۳۹۵، جمعیت این روستا برابر با ۳٬۵۸۲ نفر (۸۸۵ خانوار) بوده‌است.